# THE RIGHT COMBINATION
「THE RIGHT COMBINATION」（ザ・ライト・コンビネイション）は、1990年7月15日にCBS・ソニーからリリースされた松田聖子の通算29枚目のシングル。

## 解説
Seiko and Donnie Wahlberg名義でリリースされた。当時人気絶頂だったNEW KIDS ON THE BLOCKのDonnie Wahlbergとのデュエット曲。バックコーラスとしてNEW KIDS ON THE BLOCKも参加している。
日本国外でのシングル売上は30万枚に達した（ソニー・ミュージック専務[当時]・稲垣博司）。
1992年のアルバム『Sweet Memories'93』には日本語かつソロで歌唱したリニューアル・バージョンでが収録された。
ビルボードでは6月26日に初登場88位を記録したのち、55～70位前後に8週とどまり80～100位に4週と計13週ランクインした。
英国では8月18日に初登場58位を記録、その後5週にわたり45～65位前後にランクインした。
Seiko and Donnie Wahlbergバージョンとして発売される前に、日本語バージョンが森川由加里のアルバム『SHOW ME』（1987年）に収録されている。こちらのデュエットボーカルはSING LIKE TALKINGで正式デビュー前の佐藤竹善。

## 収録曲

### 日本発売CD
1. THE RIGHT COMBINATION（duet with Donnie Wahlberg）[4:26]
  - 作詞・作曲：Michael Jay・Michael Cruz
  - 編曲：Maurice Starr
2. LOVER'S PARADISE（Seiko）[3:59]
  - 作詞・作曲・編曲：Maurice Starr

### US発売シングルカセット・UK発売シングルカセット・EP盤
1. THE RIGHT COMBINATION
2. GOODBYE MY BABY

### UK発売CDシングル・12インチ盤
1. THE RIGHT COMBINATION
2. GOODBYE MY BABY
3. LOVER'S PARADISE

## 関連作品
- THE RIGHT COMBINATION
  - Seiko
  - Sweet Memories'93
  - Complete Bible
- LOVER'S PARADISE
  - Complete Bible